# Meganoton loeffleri
Meganoton loeffleri là một loài bướm đêm thuộc họ Sphingidae. Loài này có ở Thái Lan.